# Atletica leggera ai II Giochi olimpici giovanili estivi - 400 metri piani maschili
Ai II Giochi olimpici giovanili estivi, che si sono tenuti a Nanchino nel 2014, la competizione dei 400 metri piani maschili si è svolta il 22 (batterie di qualificazione) e il 25 agosto (finali) presso l'Olympic Sports Centre.

## L'eccellenza mondiale
| Primatista mondiale allievo      | 45"14 | Obea Moore      |
| Campione olimpico giovanile 2010 | 47"11 | Luguelín Santos |
| Campione mondiale allievo 2013   | 45"89 | Martin Manley   |

## Risultati

### Batterie
Si qualificano per la finale A i primi otto migliori tempi; i successivi sette si qualificano per la finale B, mentre i restanti sei prendono parte alla finale C.

#### Batteria 1
La prima batteria si è corsa alle 20:45 di mercoledì 20 agosto 2014.
| Pos. | Nome                 | Nazionalità   | Tempo | Note |
| ---- | -------------------- | ------------- | ----- | ---- |
| 1    | Martin manley        | Giamaica      | 47"14 | QA   |
| 2    | Benjamin Lobo Vedel  | Danimarca     | 47"27 | QA   |
| 3    | Jesús Serrano        | Spagna        | 48"13 | QA   |
| 4    | Andrew James         | Stati Uniti   | 49"06 | qB   |
| 5    | Mingi Choi           | Corea del Sud | 49"30 | qB   |
| 6    | Jason Yaw            | Guyana        | 49"41 | qB   |
| 7    | Mohammadreza Rahmani | Iran          | 50"37 | qC   |

#### Batteria 2
La seconda batteria si è corsa alle 20:53 di mercoledì 20 agosto 2014.
| Pos. | Nome                       | Nazionalità       | Tempo | Note |
| ---- | -------------------------- | ----------------- | ----- | ---- |
| 1    | Gemechu Alemu              | Etiopia           | 47"42 | QA   |
| 2    | Henri Delauze              | Bahamas           | 47"44 | QA   |
| 3    | Kashief King               | Trinidad e Tobago | 48"66 | qB   |
| 4    | Vitsanu Phosri             | Thailandia        | 48"96 | qB   |
| 5    | Tzu-Yao Chou               | Taipei cinese     | 50"01 | qC   |
| 6    | Harold Estiven Maturana    | Colombia          | 51"35 | qC   |
| 7    | Malolefoua Hercules Posini | Samoa             | 52"55 | qC   |

#### Batteria 3
La terza batteria si è corsa alle 21:01 di mercoledì 20 agosto 2014.
| Pos. | Nome               | Nazionalità | Tempo | Note |
| ---- | ------------------ | ----------- | ----- | ---- |
| 1    | Karabo Sibanda     | Botswana    | 47"43 | QA   |
| 2    | Ian Mutuku         | Kenya       | 47"56 | QA   |
| 3    | Anderson Cerqueira | Brasile     | 48"07 | QA   |
| 4    | Michale Mullett    | Australia   | 48"24 | qB   |
| 5    | Ezequiel Suárez    | Porto Rico  | 48"53 | qB   |
| 6    | Pawel Chmiel       | Polonia     | 49"42 | qC   |
| 7    | Dicki-Terry Mael   | Vanuatu     | 50"40 | qC   |